# Rob S. Bowman
Rob S. Bowman (Wichita, Texas, Estados Unidos, 15 de mayo de 1960) es un prolífico director de cine estadounidense que ha destacado sobre todo por su trabajo en la serie de ciencia ficción The X-Files y Star Trek: The Next Generation. 
Es hijo del cineasta Chuck Bowman.

## Filmografía

### Director
- Castle (2009)
- El Temor por sí Misma (2008) Serie de TV (Episodio "Ecos")
- Elektra (2005)
- America We Stand As One (2002)
- Reign of Fire (2002)
- Los pistoleros solitarios (2001) (Episodio piloto)
- The X-Files: Fight the Future (1998)
- The X-Files: The Unopened File (1996) (episodio "Paper Clip")
- VR.5 (1995)
- M.A.N.T.I.S. (1994)
- Traps (1994)
- Airborne (1993)
- The X-Files (1993) (episodio 1,14 "Genderbender") (2,04 episodio "dormir") (2,12 episodio "Aubrey") (2,15 episodio "Fresh Bones") (2,17 episodio "End Game") (2,19 episodio "Død Kälm ") (2,22 episodio" F. Emasculata") (2,24 episodio" Nuestra Ciudad ") (3,02 episodio" clip ") (3,07 episodio" Walk, La ") (episodio 3,10" 731 ") (3,13 episodio" Syzygy ") (3,15 episodio "Piper Maru") (3,17 episodio "Empujador") (3,20 episodio "José Chung's' desde el espacio exterior") (3,23 episodio "Wetwired") (4,04 episodio "Unruhe") (4,05 episodio "campo en el que me ha muerto , La ") (4,09 episodio" Terma ") (4,10 episodio de" Corazones de papel ") (4,13 episodio" Nunca Más ") (4,14 episodio" Memento Mori ") (4,17 episodio" Tempus fugit ") (5,11 episodio" Kill Switch " ) (5,18 episodio "Pine Bluff Variante, La") (6,02 episodio "Drive") (6,07 episodio "Términos de Endearment") (6,12 episodio "Un Hijo") (6,13 episodio "Agua Mala") (6,17 episodio "Trevor" ) (6,22 episodio "biogénesis") (7,07 episodio "Orison") (7,15 episodio "En Ami")
- Las aventuras de Brisco County Jr (1993) (un episodio)
- The Hat Squad (1992)
- Dark Shadows (1991)
- DEA 1990)
- Parker Lewis Can't Lose (1990) (episodio 2,01 "Padre Sabe Menos") (2,03 episodio "completo Mental Jacket") (2,11 episodio "Love Asas") (2,12 episodio "Boy Meets Girl") (2,20 episodio "Danza de Romance ") (2,21 episodio" Cuando Jerry Shelly Met ") (2,25 episodio" Cena 75 ") (3,02 episodio" Cabo Flamingo ") (3,04 episodio de" Verano del'92 ") (3,06 episodio de" Jerry's Journey ") (episodio 3,12 "Un Musso solteros") (3,18 episodio "Una noche para recordar")
- Mancuso, FBI (1989)
- Booker (1989)
- Baywatch (1989) (episodio "La Reunión")
- Hardball (1989)
- Alien Nation (1989)
- Quantum Leap (1989)
- Midnight Caller (1988) (episodio "Sail Away (Part 2)")
- Probe (1988) (episodio "Metamorphic Anthropoidic Prototype Over You")
- The Highwayman (1988)
- Star Trek: The Next Generation (1987)
- Werewolf (1987)
- 21 Jump Street (1987)
- MacGyver (1985) (episodio "Ma Dalton")

### Productor
- Los pistoleros solitarios (2001) Serie de TV (coproductor ejecutivo) (Episodio piloto)
- The X-Files: The Unopened File (1996) (productor)
- The X Files (1993) (productor) (episodio "2Shy") (episodio "731") (episodio "Agua Mala") (episodio "Todas las almas") (episodio "Alpha") (episodio "Anasazi") (episodio " Arcadia ") (episodio" Bad Blood ") (episodio" El Inicio ") (episodio" biogénesis ") (episodio" La Bendición Way ") (episodio" Clyde Bruckman's Final Respuesta ") (episodio" Colonia ") (episodio" RPD ") (Episodio" Die Hand Die Verletzt ") (episodio" Dod Kalm ") (episodio" Dreamland II ") (episodio" Dreamland ") (episodio" Drive ") (episodio" El Mundo Gira ") (episodio" En Ami ") (Episodio" End Game ") (episodio" The End ")(episodio" F. Emasculata ") (episodio" miedo Symmetry ") (episodio" Excursión ") (episodio" El campo en el que me ha muerto ") (episodio "Fresh Bones") (episodio "grotesco") (episodio "Hell Money") (episodio "Herrenvolk") (episodio "Home") (episodio "¿Cómo los fantasmas robó la Navidad") (episodio "José Chung's' desde el espacio exterior" ) (Episodio "kadish") (episodio "Kill Switch") (episodio "Leonard Betts") (episodio "La Lista") (episodio "Memento Mori") (episodio "Milagro") (episodio "Lunes") (episodio " Musings de un cigarrillo fumadores Man ") (episodio" Nunca Más ") (episodio" Nisei ") (episodio" Un Hijo ") (episodio" Orison ") (episodio" Oubliette ") (episodio" Nuestra Ciudad ") (episodio "Clip") (episodio "Corazones de papel") (episodio "Paciente X") (episodio "pantano") (episodio "La Lluvia Rey") (episodio "El Rojo y el Negro") (episodio "Revelaciones") ( episodio de "SR 819") (episodio "Sanguinarium") (episodio "Sincronía") (episodio "Syzygy") (episodio "Talitha Cumi") (episodio "Tempus fugit") (episodio "Teso Dos Bichos") (episodio "Tres de una clase ") (episodio" Tithonus ") (episodio" Trevor ") (episodio" Triangle ") (episodio" Tunguska ") (episodio" Dos Padres ") (episodio" El Paseo ") (episodio" Wetwired ")
- Stingray (1985) (productor asociado). Película para televisión dirigida por Richard A. Colla
- The A-Team (1983) (productor asociado)

- Datos: Q693016
- Multimedia: Rob Bowman / Q693016